# Acrotelus
Acrotelus is een geslacht van wantsen uit de familie van de Miridae (Blindwantsen). Het geslacht werd voor het eerst wetenschappelijk beschreven door Odo Reuter in 1885.

## Soorten
Het genus bevat de volgende soorten:

- Acrotelus abbaricus (Linnavuori, 2010)
- Acrotelus canariensis (Wagner, 1943)
- Acrotelus caspicus (Reuter, 1879)
- Acrotelus coniferus (X.M. Li & G.Q. Liu, 2010)
- Acrotelus major (Wagner, 1968)
- Acrotelus parvus (Eckerlein & Wagner, 1965)
- Acrotelus pilosicornis (Reuter, 1901)
- Acrotelus qinghaiensis (Qi & Nonnaizab, 1995)
- Acrotelus tristis (Linnavuori, 1965)